# Rhaphuma rufobasalis
Rhaphuma rufobasalis är en skalbaggsart som beskrevs av Maurice Pic 1924. Rhaphuma rufobasalis ingår i släktet Rhaphuma och familjen långhorningar. Inga underarter finns listade i Catalogue of Life.